# MG 14/40
Der MG 14/40 oder MG 14/40 Mark IV war ein Mittelklasse-PKW, den MG 1927 als Nachfolger des MG 14/28 herausbrachte. Der basierte auf dem zeitgenössischen Morris Oxford und entstand in der Edmund Road in Cowley (Oxfordshire), wohin MG im September 1927 umgezogen war. Es war das erste Modell, das das achteckige MG-Emblem auf dem Kühler trug; der Vorgänger hatte noch das Firmenzeichen „Morris Oxford“. Es entstanden ca. 700 Exemplare. Nachfolger war der MG 18/80.
Der Namenswechsel von 14/28 auf 14/40 hatte eher Marketing-Gründe. Der Grund für die Bezeichnung 14/40 Mark IV (Mark II und Mark III gibt es nicht!) ist nicht genau bekannt, man nimmt aber an, dass sie das vierte Produktionsjahr anzeigen sollte. Von außen sehen sich die unterschiedlichen Modelle sehr ähnlich.
Es gab einige Veränderungen gegenüber dem 14/28-Fahrgestell und der Bremskraftverstärker entfiel.